# ANZUK
 (octobre 2014).
Si vous disposez d'ouvrages ou d'articles de référence ou si vous connaissez des sites web de qualité traitant du thème abordé ici, merci de compléter l'article en donnant les références utiles à sa vérifiabilité et en les liant à la section « Notes et références ».
L'ANZUK a été une force tripartite formée par l'Australie, la Nouvelle-Zélande et le Royaume-Uni pour défendre la région Asie-Pacifique, après que le Royaume-Uni eut retiré ses forces de l'est de Suez au début des années 1970. La force ANZUK a été créée en 1971 et dissoute en 1974[réf. souhaitée].